# Le Dernier Nataq
Pour plus de détails, voir Fiche technique et Distribution.
Le Dernier Nataq est un film documentaire québécois réalisé par Lisette Marcotte en 2019.Il met en vedette l'artiste poète abitibien Richard Desjardins, sa ville natale Rouyn-Noranda et l'artiste muraliste Annie Boulanger. 

## Synopsis
Basé sur l'œuvre musicale de Richard Desjardins, Nataq, ce documentaire le suit dans les rues de Rouyn-Noranda où il relate les lieux et évènements qui l'ont inspiré tout au long de sa carrière. On découvre l'importance de ce poète pour la ville minière et il inspire la murale d'Annie Boulanger. À travers les confidences de monsieur Desjardins, on découvre les influences du musicien, il nous fait part de ses réflexions sur les grands enjeux environnementaux et de son amour pour sa région natale. Pour Lisette (Lilli) Marcotte : « C'est un peu la quête de l'esprit du lieu qui donne naissance à un poète. Il me semble que Richard n'aurait pas écrit ce qu'il a écrit s'il n'était pas né à Rouyn».     

## Fiche technique
- Titre original : Le Dernier Nataq
- Réalisation : Lisette (Lilli) Marcotte
- Musique : Richard Desjardins
- Photographie : Virgil Héroux-Laferté
- Scénario : Lisette (Lilli) Marcotte
- Production : Les Productions La vie devant soi inc.
- Distribution : Les Productions La vie devant soi inc.
- Montage : Lisette (Lilli) Marcotte
- Mixage : Éric Tessier
- Sonorisateur : Cédric Corbeil